# یانپیبالگا
یانپیبالگا (به لاتین: Jaunpiebalga) یک روستا در لتونی است که در شهرداری یانپیبالگا واقع شده‌است. یانپیبالگا ۱٬۲۸۹ نفر جمعیت دارد.